# آنا ماريا شينبيري
آنا ماريا شينبيري باترا (بالسويدية: Anna Maria Kinberg Batra؛ واسمها قبل الزواج كينبيري من مواليد 14 أبريل 1970) هي سياسية سويدية، شغلت منصب زعيمة المعارضة ورئيسة حزب المحافظين من يناير 2015 حتى أكتوبر 2017. كانت عضوة في البرلمان السويدي (الريكستاغ) عن مقاطعة ستوكهولم من سبتمبر 2006 حتى سبتمبر 2018، وتولت منصب زعيمة الكتلة البرلمانية لحزبها من أكتوبر 2010 حتى يناير 2015.
في 25 أغسطس 2017، أعلنت شينبيري باترا استقالتها من رئاسة الحزب، وخلفها في المنصب أولف كريستيرشون في 1 أكتوبر 2017. وفي سبتمبر من العام نفسه، أعلنت أنها ستغادر الساحة السياسية.
شغلت منصب محافظ مقاطعة ستوكهولم اعتبارًا من 1 مارس 2023، بعد أن عيّنتها حكومة السويد في 2 فبراير 2023، واستمرت في المنصب حتى 3 أكتوبر 2024، حين أُجبرت على الاستقالة بعد أن سحبت الحكومة ثقتها بها في 27 سبتمبر 2024.

## النشأة
ولدت آنا كينبيرج في سكارولمن. انتقلت آنا كينبيرغ وعائلتها إلى روتردام، هولندا في عام 1974، حيث كان والدها يعمل في مكتب ميريل لينش بأمستردام. عادت العائلة إلى السويد في عام 1980 واستقروا في جورشهولم.